# Jan Paulin
Jan Paulin (11 febbraio 1897 – 8 novembre 1978) è stato un calciatore cecoslovacco, di ruolo difensore.

## Carriera

### Nazionale
Debutta il 28 giugno 1926 contro la Jugoslavia (6-2).